# The Forget Tomorrow World Tour
De Forget Tomorrow World Tour is de zevende headliner-concerttournee van de Amerikaanse singer-songwriter Justin Timberlake. Het is zijn eerste tournee in vijf jaar en is ter promotie van zijn zesde studioalbum, Everything I Thought It Was (2024). De tournee begon op 29 april 2024 in Vancouver, Canada, en eindigt naar verwachting op 14 juni 2025 in Kværndrup, Denemarken.

## Achtergrond
Tijdens The Tonight Show Starring Jimmy Fallon bracht Timberlake het nieuwe nummer "Selfish" en kondigde hij ook de langverwachte tournee aan. De tourdata werden de volgende dag aangekondigd op zijn sociale media. Vijf dagen later werden, vanwege de vraag, nog zes extra data aangekondigd. Data voor de herfst werden later toegevoegd.   Op 23 februari 2024 werden de Europese data voor de tour aangekondigd. Op 20 mei 2024 werden vanwege de vraag negen extra data aangekondigd. In september 2024 werden nog verschillende shows voor 2025 aangekondigd. 

## Setlist
Deze setlist is afkomstig van het concert van 29 april 2024 in Vancouver.
1. "Memphis" (intro video)
2. "No Angels"
3. "LoveStoned"
4. "Like I Love You"
5. "My Love"
6. "Technicolor"
7. "Sanctified"
8. "Infinity Sex"
9. "FutureSex/LoveSound"
10. "Imagination"
11. "Drown"
12. "Cry Me a River"
13. "Let the Groove Get In"
14. "My Favorite Drug"
15. "Señorita"
16. "Summer Love"
17. "Fuckin' Up the Disco"
18. "Play"
19. "Suit & Tie"
20. "Flame"
21. "Say Something"
22. "Pusher Love Girl"
23. "Until the End of Time"
24. "Selfish"
25. "What Goes Around... Comes Around"
26. "Can't Stop the Feeling!"
27. "Good Times"
28. "Rock Your Body"
29. "SexyBack"
30. "Mirrors"

## Tourdata
| Datum (2024) | Stad              | Land                | Locatie                        | Opkomst         |
| ------------ | ----------------- | ------------------- | ------------------------------ | --------------- |
| 29 april     | Vancouver         | Canada              | Rogers Arena                   | 12,705 / 12,705 |
| 2 mei        | Seattle           | Verenigde Staten    | Climate Pledge Arena           | 27,164 / 27,164 |
| 3 mei        | Seattle           | Verenigde Staten    | Climate Pledge Arena           | 27,164 / 27,164 |
| 6 mei        | San Jose          | Verenigde Staten    | SAP Center                     | 21,508 / 21,508 |
| 7 mei        | San Jose          | Verenigde Staten    | SAP Center                     | 21,508 / 21,508 |
| 10 mei       | Las Vegas         | Verenigde Staten    | T-Mobile Arena                 | 27,360 / 27,360 |
| 11 mei       | Las Vegas         | Verenigde Staten    | T-Mobile Arena                 | 27,360 / 27,360 |
| 14 mei       | San Diego         | Verenigde Staten    | Pechanga Arena                 | 10,558 / 10,558 |
| 17 mei       | Inglewood         | Verenigde Staten    | Kia Forum                      | 28,801 / 28,801 |
| 18 mei       | Inglewood         | Verenigde Staten    | Kia Forum                      | 28,801 / 28,801 |
| 21 mei       | Phoenix           | Verenigde Staten    | Footprint Center               | 12,600 / 12,600 |
| 29 mei       | San Antonio       | Verenigde Staten    | Frost Bank Center              | 14,030 / 14,030 |
| 31 mei       | Austin            | Verenigde Staten    | Moody Center                   | 22,462 / 22,462 |
| 1 juni       | Austin            | Verenigde Staten    | Moody Center                   | 22,462 / 22,462 |
| 4 juni       | Fort Worth        | Verenigde Staten    | Dickies Arena                  | 11,579 / 11,579 |
| 6 juni       | Tulsa             | Verenigde Staten    | BOK Center                     | 12,494 / 12,494 |
| 10 juni      | Atlanta           | Verenigde Staten    | State Farm Arena               | 12,982 / 12,982 |
| 12 juni      | Raleigh           | Verenigde Staten    | PNC Arena                      | 14,102 / 14,102 |
| 14 juni      | Tampa             | Verenigde Staten    | Amalie Arena                   | 14,483 / 14,483 |
| 15 juni      | Miami             | Verenigde Staten    | Kaseya Center                  | 12,815 / 12,815 |
| 22 juni      | Chicago           | Verenigde Staten    | United Center                  | 28,436 / 28,436 |
| 23 juni      | Chicago           | Verenigde Staten    | United Center                  | 28,436 / 28,436 |
| 25 juni      | New York          | Verenigde Staten    | Madison Square Garden          | 27,457 / 27,457 |
| 26 juni      | New York          | Verenigde Staten    | Madison Square Garden          | 27,457 / 27,457 |
| 29 juni      | Boston            | Verenigde Staten    | TD Garden                      | 26,708 / 26,708 |
| 30 juni      | Boston            | Verenigde Staten    | TD Garden                      | 26,708 / 26,708 |
| 3 juli       | Baltimore         | Verenigde Staten    | CFG Bank Arena                 | 11,694 / 11,694 |
| 4 juli       | Hershey           | Verenigde Staten    | Hersheypark Stadium            | 27,278 / 27,278 |
| 7 juli       | Cleveland         | Verenigde Staten    | Rocket Mortgage FieldHouse     | 16,285 / 16,285 |
| 9 juli       | Lexington         | Verenigde Staten    | Rupp Arena                     | 14,259 / 14,259 |
| 26 juli      | Kraków            | Polen               | Tauron Arena                   | 36,501 / 36,501 |
| 27 juli      | Kraków            | Polen               | Tauron Arena                   | 36,501 / 36,501 |
| 30 juli      | Berlin            | Duitsland           | Uber Arena                     | 25,964 / 25,964 |
| 31 juli      | Berlin            | Duitsland           | Uber Arena                     | 25,964 / 25,964 |
| 3 augustus   | Antwerpen         | België              | Sportpaleis                    | 34,729 / 34,729 |
| 4 augustus   | Antwerpen         | België              | Sportpaleis                    | 34,729 / 34,729 |
| 7 augustus   | Birmingham        | Verenigd Koninkrijk | Utilita Arena Birmingham       | 12,184 / 12,931 |
| 8 augustus   | Manchester        | Verenigd Koninkrijk | Co-op Live                     | 15,090 / 15,090 |
| 11 augustus  | Londen            | Verenigd Koninkrijk | The O2 Arena                   | 32,395 / 32,395 |
| 12 augustus  | Londen            | Verenigd Koninkrijk | The O2 Arena                   | 32,395 / 32,395 |
| 15 augustus  | Amsterdam         | Nederland           | Ziggo Dome                     | 45,890 / 45,890 |
| 16 augustus  | Amsterdam         | Nederland           | Ziggo Dome                     | 45,890 / 45,890 |
| 19 augustus  | Amsterdam         | Nederland           | Ziggo Dome                     | 45,890 / 45,890 |
| 21 augustus  | München           | Duitsland           | Olympiahalle                   | 25,097 / 25,097 |
| 22 augustus  | München           | Duitsland           | Olympiahalle                   | 25,097 / 25,097 |
| 25 augustus  | Keulen            | Duitsland           | Lanxess Arena                  | 33,086 / 33,086 |
| 26 augustus  | Keulen            | Duitsland           | Lanxess Arena                  | 33,086 / 33,086 |
| 29 augustus  | Kopenhagen        | Denemarken          | Royal Arena                    | 30,119 / 30,119 |
| 30 augustus  | Kopenhagen        | Denemarken          | Royal Arena                    | 30,119 / 30,119 |
| 2 september  | Stockholm         | Zweden              | Tele2 Arena                    | 21,334 / 21,334 |
| 4 september  | Hamburg           | Duitsland           | Barclays Arena                 | 12,724 / 12,724 |
| 6 september  | Lyon              | Frankrijk           | LDLC Arena                     | 26,397 / 26,397 |
| 7 september  | Lyon              | Frankrijk           | LDLC Arena                     | 26,397 / 26,397 |
| 4 oktober    | Montreal          | Canada              | Bell Centre                    | —               |
| 7 oktober    | Brooklyn          | Verenigde Staten    | Barclays Center                | —               |
| 8 oktober    | Newark            | Verenigde Staten    | Prudential Center              | —               |
| 11 oktober   | Philadelphia      | Verenigde Staten    | Wells Fargo Center             | —               |
| 13 oktober   | Washington, D.C.  | Verenigde Staten    | Capital One Arena              | —               |
| 17 oktober   | Toronto           | Canada              | Scotiabank Arena               | —               |
| 18 oktober   | Toronto           | Canada              | Scotiabank Arena               | —               |
| 21 oktober   | Buffalo           | Verenigde Staten    | KeyBank Center                 | —               |
| 23 oktober   | Columbus          | Verenigde Staten    | Nationwide Arena               | —               |
| 25 oktober   | Detroit           | Verenigde Staten    | Little Caesars Arena           | —               |
| 8 november   | Sunrise           | Verenigde Staten    | Amerant Bank Arena             | —               |
| 9 november   | Orlando           | Verenigde Staten    | Kia Center                     | —               |
| 12 november  | Jacksonville      | Verenigde Staten    | VyStar Veterans Memorial Arena | —               |
| 14 november  | Charlotte         | Verenigde Staten    | Spectrum Center                | —               |
| 16 november  | Atlanta           | Verenigde Staten    | State Farm Arena               | —               |
| 19 november  | Knoxville         | Verenigde Staten    | Thompson-Boling Arena          | —               |
| 20 november  | Louisville        | Verenigde Staten    | KFC Yum! Center                | —               |
| 23 november  | Memphis           | Verenigde Staten    | FedEx Forum                    | —               |
| 25 november  | New Orleans       | Verenigde Staten    | Smoothie King Center           | —               |
| 4 december   | Houston           | Verenigde Staten    | Toyota Center                  | —               |
| 6 december   | Dallas            | Verenigde Staten    | American Airlines Center       | —               |
| 8 december   | Wichita           | Verenigde Staten    | Intrust Bank Arena             | —               |
| 10 december  | North Little Rock | Verenigde Staten    | Simmons Bank Arena             | —               |
| 12 december  | Nashville         | Verenigde Staten    | Bridgestone Arena              | —               |
| 14 december  | Pittsburgh        | Verenigde Staten    | PPG Paints Arena               | —               |
| 16 december  | Indianapolis      | Verenigde Staten    | Gainbridge Fieldhouse          | —               |
| 19 december  | St. Louis         | Verenigde Staten    | Enterprise Center              | —               |
| 20 december  | Kansas City       | Verenigde Staten    | T-Mobile Center                | —               |

| Datum (2025) | Stad           | Land                | Plaats                          | Opkomst |
| ------------ | -------------- | ------------------- | ------------------------------- | ------- |
| January 13   | Portland       | Verenigde Staten    | Moda Center                     | —       |
| 15 januari   | Sacramento     | Verenigde Staten    | Golden 1 Center                 | —       |
| 18 januari   | Anaheim        | Verenigde Staten    | Honda Center                    | —       |
| 20 januari   | Palm Desert    | Verenigde Staten    | Acrisure Arena                  | —       |
| 23 januari   | Phoenix        | Verenigde Staten    | Footprint Center                | —       |
| 25 januari   | Salt Lake City | Verenigde Staten    | Delta Center                    | —       |
| 28 januari   | Denver         | Verenigde Staten    | Ball Arena                      | —       |
| 3 februari   | Austin         | Verenigde Staten    | Moody Center                    | —       |
| 7 februari   | Mexico-Stad    | Mexico              | Palacio de los Deportes         | —       |
| 8 februari   | Mexico-Stad    | Mexico              | Palacio de los Deportes         | —       |
| 14 februari  | Chicago        | Verenigde Staten    | United Center                   | —       |
| 18 februari  | Grand Rapids   | Verenigde Staten    | Van Andel Arena                 | —       |
| 20 februari  | Detroit        | Verenigde Staten    | Little Caesars Arena            | —       |
| 22 februari  | Milwaukee      | Verenigde Staten    | Fiserv Forum                    | —       |
| 24 februari  | Saint Paul     | Verenigde Staten    | Xcel Energy Center              | —       |
| 21 maart     | Buenos Aires   | Argentinië          | Lollapalooza Argentinië         | —       |
| 22 maart     | Santiago       | Chili               | Lollapalooza Chili              | —       |
| 28 maart     | Bogotá         | Colombia            | Esterio Picnic                  | —       |
| 30 maart     | São Paulo      | Brazilië            | Autódromo de Interlagos         | —       |
| 30 mei       | Sevilla        | Spanje              | Plaza de España                 | —       |
| 2 juni       | Milaan         | Italië              | Hippodrome of San Siro          | —       |
| 6 juni       | Kaunas         | Litouwen            | S. Dariaus- en S. Girėnostadion |         |
| 9 juni       | Tallinn        | Estland             | Lauluväljak                     |         |
| 12 juni      | Trondheim      | Noorwegen           | Dahls Arena                     | —       |
| 14 juni      | Kværndrup      | Denemarken          | Egeskov                         | —       |
| 17 juni      | Warschau       | Polen               | PGE Narodowy                    | —       |
| 22 juni      | Newport        | Verenigd Koninkrijk | Isle of Wight Festival          | —       |
| 26 juni      | Belfast        | Verenigd Koninkrijk | Ormeau Park                     | —       |
| 28 juni      | Dublin         | Ierland             | Malahide Castle                 | —       |
| 4 juli       | Essex          | Verenigd Koninkrijk | Chelmsford City Racecourse      | —       |
| 5 juli       | Lancashire     | Verenigd Koninkrijk | Lytham Festival                 | —       |
| 8 juli       | Luxemburg      | Luxemburg           | Luxexpo Open Air                | —       |
| 20 juli      | Parijs         | Frankrijk           | Lollapalooza                    | —       |